# Regierung Vervoort II
Die Regierung Vervoort II war die zehnte Regierung der Region Brüssel-Hauptstadt. Sie amtierte vom 20. Juli 2014 bis zum 17. Juli 2019.
Seit der Wahl 2009 regierte eine Sechsparteienkoalition, bestehend aus den französischsprachigen Parteien Parti Socialiste (PS), des grünen Ecolo und des Centre Démocrate Humaniste (cdH), sowie den flämischsprachigen Parteien Vlaamse Liberalen en Democraten (Open VLD), Christen-Democratisch en Vlaams (CD&V) und den grünen Groen!.
Nach dem Rücktritt von Ministerpräsident Charles Picqué (PS) am 7. Mai 2013 wurde Rudi Vervoort (PS) neuer Ministerpräsident.
Nach der Wahl 2014 verließen die beiden grünen Parteien die Regierung und wurden durch die Fédéralistes démocrates francophones (FDF) sowie die flämischen Sozialisten Socialistische Partij Anders (sp.a) ersetzt. Rudi V erwoort blieb Ministerpräsident.
Nach der Wahl 2019 schied CD&V aus der Regierung aus, die beiden grünen Parteien beteiligten sich wieder an der Koalition.

## Regierung
Die Regierung setzt sich aus fünf Ministern, einem sprachlich neutralen Ministerpräsidenten und je zwei französisch- bzw. flämischsprachigen Ministern zusammen. Dazu kommen drei Staatssekretäre, die im Gegensatz zu den Ministern Mitglieder des Parlaments sein müssen. Mindestens ein Staatssekretär muss der kleineren Sprachgruppe (der flämischen) angehören.
| Amt | Name            | Partei   | Beginn der Amtszeit | Ende der Amtszeit |
| --- | --------------- | -------- | ------------------- | ----------------- |
| Ministerpräsident zuständig für lokale Behörden, Raumordnung, Stadtpolitik, Baudenkmäler und Kulturstätten, studentische Angelegenheiten, Tourismus, den Öffentlichen Dienst, wissenschaftliche Forschung und öffentliche Sauberkeit | Rudi Vervoort   | PS       | 20. Juli 2014       | 17. Juli 2019     |
| Minister für Finanzen, Haushalt, Außenbeziehung und Entwicklungszusammenarbeit | Guy Vanhengel   | Open VLD | 20. Juli 2014       | 17. Juli 2019     |
| Minister für Beschäftigung, Wirtschaft, Brandbekämpfung und Notfallmedizin | Didier Gosuin   | FDF/DéFI | 20. Juli 2014       | 17. Juli 2019     |
| Minister für Mobilität und öffentliche Arbeiten | Pascal Smet     | sp.a     | 20. Juli 2014       | 17. Juli 2019     |
| Ministerin für Wohnungsbau, Lebensqualität, Umwelt und Energie | Céline Fremault | cdH      | 20. Juli 2014       | 17. Juli 2019     |
| Staatssekretärin für Abfallentsorgung und -verarbeitung, den Öffentlichen Dienst, wissenschaftliche Forschung und kommunale Sportstätten                                                                                             | Fadila Laanan   | PS       | 20. Juli 2014       | 17. Juli 2019     |
| Staatssekretärin für Entwicklungszusammenarbeit, Verkehrssicherheit, regionale und kommunale datenverarbeitung, Digitalisierung, Chancengleichheit und Tierwohl                                                                      | Bianca Debaets  | CD&V     | 20. Juli 2014       | 17. Juli 2019     |
| Staatssekretär für Außenhandel, Brandbekämpfung und Notfallmedizin | Cécile Jodogne  | FDF/DéFI | 20. Juli 2014       | 17. Juli 2019     |

## Kollegium der französischen Gemeinschaftskommission
Dem Kollegium der französischen Gemeinschaftskommission gehören die französischsprachigen Mitglieder der Regierung an.
| Zuständigkeit                                                                                     | Name            | Partei   | Beginn der Amtszeit | Ende der Amtszeit |
| ------------------------------------------------------------------------------------------------- | --------------- | -------- | ------------------- | ----------------- |
| Vorsitzende, zuständig für Haushalt, Bildung, Schülertransport, Kinderbetreuung, Sport und Kultur | Fadila Laanan   | PS       | 20. Juli 2014       | 17. Juli 2019     |
| zuständig für den sozialen Zusammenhalt und Tourismus                                             | Rudi Vervoort   | PS       | 20. Juli 2014       | 17. Juli 2019     |
| zuständig für den Öffentlichen Dienst und Gesundheit                                              | Cécile Jodogne  | FDF/DéFI | 20. Juli 2014       | 17. Juli 2019     |
| zuständig für berufliche Weiterbildung                                                            | Didier Gosuin   | FDF/DéFI | 20. Juli 2014       | 17. Juli 2019     |
| zuständig für Unterstützung von Behinderten, Soziales, Familie und internationale Beziehungen     | Céline Fremault | cdH      | 20. Juli 2014       | 17. Juli 2019     |

## Kollegium der flämischen Gemeinschaftskommission
Dem Kollegium der flämischen Gemeinschaftskommission gehören die flämischensprachigen Mitglieder der Regierung an.
| Funktion                                                                                      | Name           | Partei   | Beginn der Amtszeit | Ende der Amtszeit |
| --------------------------------------------------------------------------------------------- | -------------- | -------- | ------------------- | ----------------- |
| Vorsitzender, zuständig für Haushalt, Bildung, Weiterbildung und studentische Angelegenheiten | Guy Vanhengel  | Open VLD | 20. Juli 2014       | 17. Juli 2019     |
| zuständig für Kultur, Jugend, Sport und Stadtpolitik                                          | Pascal Smet    | sp.a     | 20. Juli 2014       | 17. Juli 2019     |
| zuständig für Wohlergehen, Gesundheit, Familie und Chancengleichheit                          | Bianca Debaets | CD&V     | 20. Juli 2014       | 17. Juli 2019     |

## Kollegium der gemeinsamen Gemeinschaftskommission
Dem Kollegium der gemeinsamen Gemeinschaftskommission gehören der Ministerpräsident und die vier Minister an.
| Zuständigkeit                                                                              | Name            | Partei   | Beginn der Amtszeit | Ende der Amtszeit |
| ------------------------------------------------------------------------------------------ | --------------- | -------- | ------------------- | ----------------- |
| Vorsitzender                                                                               | Rudi Vervoort   | PS       | 20. Juli 2014       | 17. Juli 2019     |
| zuständig für Gesundheit, den Öffentlichen Dienst, Finanzen, Haushalt und Außenbeziehungen | Guy Vanhengel   | Open VLD | 20. Juli 2014       | 17. Juli 2019     |
| zuständig für Gesundheit, den Öffentlichen Dienst, Finanzen, Haushalt und Außenbeziehungen | Didier Gosuin   | FDF/DéFI | 20. Juli 2014       | 17. Juli 2019     |
| zuständig für Personenhilfe, Familienleistungen und Filmprüfung                            | Pascal Smet     | sp.a     | 20. Juli 2014       | 17. Juli 2019     |
| zuständig für Personenhilfe, Familienleistungen und Filmprüfung                            | Céline Fremault | cdH      | 20. Juli 2014       | 17. Juli 2019     |